# Mechanisierte Brigade 1
Die Mechanisierte Brigade 1 (Mech Br 1, ehemals Panzerbrigade 1) ist ein mechanisierter Grosser Verband der Schweizer Armee. Zusammen mit den Mechanisierten Brigaden 4 und 11 hat sie den Hauptauftrag zur Verteidigung der Schweiz und ihrer Bevölkerung. Die Mech Br 1 ist in Morges beheimatet und wird seit 2022 von Br Serge Pignat geführt.

## Geschichte
Die Mech Br 1 hat eine traditionsreiche Geschichte, die mit der Bildung der 1. Division im Rahmen der neuen Truppenordnung 1875 beginnt. Im Kalten Krieg wurde auf Grundlage der Truppenordnung 1961 (TO 61) die Reform Armee 61 in die Wege geleitet. Diese sah eine einheitliche Strukturierung der drei Korps der Feldarmee (Feldarmeekorps 1, 2 und 3) und eine feste Zuweisung von Verantwortungsräumen (Grunddispositiv ZEUS 1992) vor. Jedem Feldarmeekorps wurde eine Mechanisierte Division untergeordnet und so wurden aus der 1. Division und Leichten Division 1 die mechanisierten Truppenteile zur Mechanisierten Division 1 (Mech Div 1) zusammengeschlossen und kamen zum neu gebildeten Feldarmeekorps 1 (FAK 1).
Mit der Armeereform Armee 95 wurde die Mech Div 1 aufgelöst und durch die Panzerbrigade 1 (Pz Br 1) ersetzt. Diese wurde im Rahmen der Armeereform WEA 2018 in Mechanisierte Brigade 1 (Mech Br 1) umbenannt.

## Organisation
Die Mech Br 1 besteht aus einem Stabsbataillon, einem Aufklärungsbataillon, einem Panzerbataillon, zwei mechanisierten Bataillonen, einer Artillerieabteilung und einem Panzersappeurbataillon. In den letzten Jahren sind diese stark dezentralisiert worden.

## Kommandanten
| Funktionsjahre | Rang | Name            | Bemerkung |
| -------------- | ---- | --------------- | --- |
| 2014–2017      | Br   | Yvon Langel     | Br Langel wurde zum Kdt Div ter 1 unter gleichzeitiger Beförderung zum Divisionär                                                                                  |
| 2018–2021      | Br   | Mathias Tüscher | Br Tüscher wurde zum Kdt Div ter 1 unter gleichzeitiger Beförderung zum Divisionär. 2024 wurde er vorzeitig, mutmasslich aufgrund nicht bestandener PSP, entlassen |
| 2022–          | Br   | Serge Pignat    | |